# La valle delle bambole (miniserie televisiva)
La valle delle bambole (Jacqueline Susann's Valley of the Dolls) è una miniserie televisiva statunitense del 1981 diretta dal regista Walter Grauman e tratta dall'omonimo romanzo scritto da Jacqueline Susann nel 1966, già base del film La valle delle bambole del 1967, con Sharon Tate, Patty Duke e Susan Hayward.

## Trama
La storia racconta di 3 ragazze che cercano fortuna a New York e trovandola si pentono di quello che avevano cercato, una di loro inizia a drogarsi, un'altra si suicida, solo la terza riesce a comprendere che è meglio tornare dal paesino da dove venivano.

## Produzione
La miniserie, diretta da Walter Grauman su una sceneggiatura di Laurence Heath con il soggetto di Jacqueline Susann, fu prodotta da Renée Valente per la 20th Century Fox Television

## Distribuzione
Trasmessa negli Stati Uniti il 19 e 20 ottobre 1981 sulla rete CBS, in Italia è andata in onda il 22 e 23 settembre 1985 in prima serata su Canale 5. Successivamente è stata replicata dal 10 ottobre al 7 novembre 1986 sempre su Canale 5, divisa in 5 puntate da 48 minuti.